# Impero
El Impero fue un acorazado italiano, el cuarto de la clase Littorio (conocida en algunos países como Clase Vittorio Veneto ) que sirvió en la Regia Marina durante la Segunda Guerra Mundial.
Recibía su nombre en referencia a un nuevo Imperio Italiano, con las conquistas en el este de África de Eritrea, Somalia y Etiopía.

## Construcción
Los buques de la clase Littorio fueron diseñados por el general Umberto Pugliese , y fueron los primeros acorazados en exceder los límites establecidos en el desplazamiento de los acorazados en el Tratado Naval de Washington (35.000 toneladas).
Fue construido por los astilleros Ansaldo de Génova, donde se puso su quilla sobre la grada el 14 de mayo de 1938, y se botó el 15 de noviembre de 1939. 
De haberse completado según su proyecto, hubiera tenido un desplazamiento de 46 215 toneladas, una eslora en la línea de flotación de 227,5 metros y 240,7 metros de eslora máxima, El Impero era levemente más pesado que sus compañeros de clase, los acorazados Vittorio Veneto, Littorio, y Roma.

## Historial
Nunca fue completado, y sin embargo, cuando Italia se rindió a los aliados el 8 de septiembre de 1943, fue capturado incompleto por los alemanes y fue usado como objetivo. Finalmente, fue hundido por las bombas de los aliados el 20 de febrero de 1945.
El Impero fue reflotado en 1947 y su casco, fue desguazado en Venecia entre 1948 y 1950.